# Bühl (Tübingen)
Bühl je část německého města Tübingen v Bádensku-Württembersku. Nachází se na okraji města, jihozápadně od centra a má 2194 obyvatel (2010).

## Poloha
Městská část se nachází v údolí řeky Neckar pod Wurmlingenskou kaplí, 6 km jihozápadně od centra města a 4 km východně od města Rottenburg am Neckar poblíž dálnice A 81 Singen-Stuttgart.

## Pamětihodnosti
- Historické jádro vesnice
- Renesanční zámek
- Chráněná přírodní rezervace Bühlertal
- Selské muzeum